# Hınıs
Hınıs (zazaisch Kela, kurdisch خنووس Xinûs, armenisch Խնուս Chnus) ist eine Stadt im gleichnamigen Landkreis der türkischen Provinz Erzurum und gleichzeitig ein Stadtbezirk der 1993 geschaffenen Büyükşehir belediyesi Erzurum (Großstadtgemeinde/Metropolprovinz).

## Geografie

Karte der region

Hınıs ist der südlichste Landkreis der Provinz und grenzt im Süden an die Provinz Muş. Er liegt im Süden des Aras-Gebirges zwischen Muş, Bingöl und Erzurum.

## Geschichte
Der Name leitet sich vom arabischen Wort für Burg Hisn ab. Das Datum der Errichtung jener Burg ist nicht klar. Nach Evliya Çelebi wurde sie von einem Onkel des Herrschers Uzun Hasan erbaut (14. bis 15. Jahrhunderts). Laut Stadtlogo erhielt Hınıs 1925 den Status einer Gemeinde.

## Bevölkerung
Ende 2020 lag Hınıs mit 26.028 Einwohnern auf dem 8. Platz der bevölkerungsreichsten Landkreise in der Provinz Erzurum. Die Bevölkerungsdichte liegt mit 19 Einwohnern je Quadratkilometer unter dem Provinzdurchschnitt (30 Einwohner je km²). 

## Persönlichkeiten
- Cemal Gürsel (1895–1966), General und Staatspräsident der Türkei
- Scheich Said (1865–1925), kurdisch-sunnitischer geistlicher Führer
- Abdulmelik Firat (1934–2009), kurdischer Politiker
- Yüksel D. (1969–), Rapper und Modedesigner